# 泉ピン子
泉 ピン子（いずみ ピンこ、1947年〈昭和22年〉9月11日 - ）は、日本の女優、コメディアン、漫談家、歌手、タレント。東京都中央区日本橋生まれ、銀座出身。静岡県熱海市在住。所属は pi企画株式会社。血液型はB型。身長154cm。戸籍名：武本 小夜（たけもと さよ）、旧姓：江口（えぐち）。デビュー直後の芸名は三門 マリ子（みかど マリこ）。

## 親族
- 夫は消化器内科医の武本憲重。
- 父は浪曲師の廣澤龍造（江口鉱三郎）。
- 継母は浪曲師の三門お染。母の従兄弟は河上五郎（振付師）[2]。
- 叔母（広沢竜造の実妹）は声帯・形態模写・漫談家の翠みち代。義理のおじ（みち代の夫）は落語家の4代目桂福團治。従弟（福團治とみち代の長男）は落語家の桂福若。

## 来歴
東京都品川区立第二日野小学校、品川区立日野中学校卒業。日本音楽高等学校中退後の1966年、牧伸二に師事し三門 マリ子（みかど まりこ）の芸名で歌謡漫談家としてデビューするがキャバレー巡りを続ける。1975年に日本テレビ『テレビ三面記事 ウィークエンダー』で出演者に欠員が生じた際に話しぶりの面白さでリポーターに起用され、芸名を泉ピン子へ改名する。この番組で初めてのレポートは豚の性行為で、以後もゲイバーやストリップなど担当記事が猥雑で新日本婦人の会が選ぶ「ワーストタレント1位」に選ばれた。
本業は歌謡漫談師だが、『ウィークエンダー』の熱艶が買われ、1975年に東映からオファーを受け『神戸国際ギャング』に出演し、女優業に進出した。同じ1975年にTBSの演出家・鴨下信一に「美人でなく、知的でもなく、金もない“3ナイ女優”を探していた」とのことからドラマに誘われ、鴨下演出のテレビドラマ『花吹雪はしご一家』に出演。女優業に本格的に乗り出し、1980年に『手ごろな女』（日本テレビ）でドラマ初主演。歌手としても1977年6月5日（日曜日）に「哀恋蝶」が発売。10.9万枚（オリコンチャート最高位37位）のヒットを記録した。
『NHK紅白歌合戦』へ出場を狙ったが落選した。以後、紅白に対して「歌手としての意地がある」と何度も応援出演依頼を断り、紅白出演歴は長らくなかった。NHK連続テレビ小説『マッサン』が放送される2014年に紅白へ出演希望を発言し、初出演した。
1983年4月 - 1984年3月放送のNHK連続テレビ小説『おしん』の母親役で女優として評価を得る。加えて同作の脚本を書いた橋田壽賀子にも高く評価され、以降は橋田作品に数多く出演する。
1990年に『渡る世間は鬼ばかり』（TBS系）が放送開始。以後30年近くもの間シリーズ化され、泉の代表作の一つとなる。長い台詞にも動じない安定した演技で、以後橋田ファミリーの旗頭的な存在である（後述「橋田ファミリー関連」参照）。
2019年に、文化庁長官表彰と、旭日小綬章受章。
女優業の傍ら『渡る世間』での大人しい嫁役とは相反し、バラエティ番組では元コメディエンヌとしての才を活かし、テンションも高く時に辛口なコメントも交えたトークを展開している。

## 人物
歌謡漫談家時代
歌謡漫談家のネタの中にコント55号が作成したものもある。ある日、街角でキャバレーの呼び込みに「うちで働かない?」と声をかけられたが、「はばかりながら、こっちはもっといい商売やってんだよ！」と一蹴した。キャバレーの呼び込みは、「いけね。トルコ嬢に声かけちまった」と言った。
芸名について
「泉ピン子」の芸名は芸能人であることをずっと反対した父親が「芸人にはピンからキリまであるのだから、志しの一番なピンの芸人になれ」と、泉に話したことから。本人によると、他の理由として「顔が丸くて麻雀牌のイーピンみたいだから」「泉の部分は『過去に泉という名前で売れた芸能人がいないので、お前で試す』と言われた」とのことで牧伸二に名付けられたとも語っている。これ以前に駈け出しの前座歌手時代に泉 小百合（いずみ さゆり）の芸名を名乗っていたことがあり、『泉』を芸名にしていたのはこの時が初めてである。
元芸人として
元来は（コメディエンヌ）で、歌謡漫談家時代を基にした本人主演の自伝的ドラマ「おんなは一生懸命」が制作されたこともあったが、一時期『ウィークエンダー』に出演した過去をなかった事にして自身を「女優」と公言する姿にレギュラーとして共演した桂ざこばなどから「生意気だ」と批判された。泉とざこばは不仲で関係が修復せず、彼女のドラマ以外の発言では否定的である。一方では、元々漫談家としてデビューした当時の先輩芸人とのエピソードを嬉々として語るなど、後に自身がお笑い出身であることを全く隠さなくなった。

## エピソード
橋田ファミリー関連
- 「橋田ファミリー」の一人として有名だが、自身は「“ファミリー”って嫌いなんですよね。（マスコミや視聴者など）皆がつけちゃったんで、ファミリーじゃないわよ」と発言している。
- 橋田とはプライベートでも一緒に旅行に行くなどの交友があり、橋田の熱海の家を何度も訪れるうちに泉も熱海にマンションを購入し移住することとなった。しかし、橋田は泉に対して「全然友達じゃありません」と『ビートたけしのTVタックル』出演時のインタビューにて語っている。
- 『橋田壽賀子ドラマスペシャル 妻が夫をおくるとき』で演じた和田利子は、橋田邸で手伝いをしていた人物で、泉自身が橋田邸で本人と会った事がある。
- 橋田が2021年4月4日に急性リンパ腫のため死去した際は、同じ熱海に居を構えていたことから自宅に駆け付けて、橋田の臨終を看取る。

対人エピソード
- 2005年、TBS系列特別ドラマ『美空ひばり物語 - おでことおでこがぶつかって』で美空ひばりの母親役を演じるために16kg体重を減らすダイエットに成功。生前のひばり本人からとても可愛がられ、岸本加世子とともにカラオケに行った時は多くの歌を岸本とリクエストしたという。それについて『ひばりさんにカラオケでリクエストして生で歌ってもらったのは私たちだけだった』とひばりの23回忌法要出席時に岸本と語っていた。ひばりの形見でもある大切な着物も息子の加藤和也から進呈されてTV番組内で紹介している。生前に可愛がられていた杉村春子の形見の着物も所有している。
- 矢沢永吉の熱狂的なファンで、矢沢と『アリよさらば』で特別出演として共演し、嬉しさのあまり感極まった。現在でも矢沢のライブへは毎回出かける。
- ドラマ共演が縁で宮沢りえや仲間由紀恵、上戸彩を実の娘の様に可愛がっていて交流がある。松本めぐみは高校時代からの旧友で、夫の加山雄三と共にプライベートで親交が深く互いに「小夜」「キャプテン」と呼んでいる。小林幸子とは「三門マリ子」時代から一緒にキャバレー廻りをして、互いの低迷期の苦労を知る旧知の仲で親友の一人である。
- 森喜朗とは古くからの友人で、森のパーティーに参加し挨拶したり、森が会長を務める東京オリンピック・パラリンピック競技大会組織委員会の顧問を務めたりしている。聖火リレー検討委員会の一員でもあり、2018年1月15日、ソウルで行われた平昌オリンピックの聖火リレーに参加した。ピン子曰く「あっという間でした」。
- 西田敏行も1976年のドラマ『いごこち満点』での初共演から亡くなるまでの長きに渡る親友の一人だった。村田雄浩や坂本冬美を公私共に弟や妹のように可愛がり、村田は妻子と一緒に熱海にある泉の自宅に飲食へ招待されるなど家族ぐるみで交流があり、2022年7月18日の『徹子の部屋』へ一緒に出演したり、坂本とは泉の大切な着物や洋服などをプレゼントしたり、彼女の座長公演や2019年、2020年『徹子の部屋』などの番組で2人仲良く出演している。神田正輝は40年以上の交流がある友達で「小夜ちゃん」と呼んでいる。梅沢富美男とも40年に渡る仲良しの一人で2021年12月21日の『徹子の部屋』に一緒に出演している。

番組エピソード
- 『ウィークエンダー』は水の江瀧子の代役としての三面記事を紹介するプレゼンターとして抜擢された際、「どうせ一回だけだろ」と思っていたという。だが取り扱うニュースは事件になるような話ではなかったという　だがイノブタがツノがあるのに太ももを刺されて死んだという話に、「面白くできない」とあきらめていたところ、「イノブタの交尾のシーンを見ますか？」とスタッフに言われて、そのシーンを鑑賞。本番でその交尾の様子を詳細に語ったところ「一夜にしてスターになった」と、2021年10月23放送日『ゴッドアフタヌーン　アッコのいいかげんに1000回』で語っている。今では炎上していただろうと述べている。実際、苦情の電話が鳴りやまなかったらしい。それまでは時代劇の舞台にスリッパで出たり生放送も最後まで出ないなどトラブル続きのタレントだったという。
- 『ぴったんこカン・カン』ではぴったん子さん（ピン子扮する派手な化粧のバスガイド）で登場時に、店員から無料で出来合いの商品を貰って食べていた。だがテレビの批評で散々に叩かれると、2010年10月22日放送回から自分の財布を持って払うようになった。
- 値切り交渉や人を持ち上げるのも得意である。『紳助社長のプロデュース大作戦!』（TBS系）で宮古島の民宿「夢来人」に行った際も、値切って買い物をした。民宿のエントランスが殺風景だったので民宿造りに協力した建設会社へ行き、エントランスに使う石と花の手配を依頼し、即エントランスの改造作業に取り掛からせた。一方で、値切った店をPRする等の気遣いも見せている。
- フジテレビ系列の『ペケ×ポン』の2012年4月6日放送回に出演した際、番組司会者の上田晋也（くりぃむしちゅー）の入院に伴う代役として熊本から来た上田の兄・上田啓介に対して「素人」呼ばわりして暴言を吐き続けた。これを観た視聴者からは非難が相次いだが、それに対して啓介はブログにて「ピン子さんは素人の自分を面白くイジってくれた」と、泉に感謝を表している。

夫とのエピソード
- 入籍日は1989年7月29日。結婚はしても結婚式は挙げなかった。
- 夫と結婚できた理由について、「（美味しい食べ物を作って）胃袋をつかむのが大事」と述べている。
- 夫が泉と結婚した理由は、「この人に花嫁衣裳を着せてやりたいと思ったから」。
- 夫は消化器内科医の武本憲重で朝日放送制作・テレビ朝日系列『最終警告!たけしの本当は怖い家庭の医学』にゲスト医師として出演したり、泉主演のTBS系列ドラマ『女子刑務所東三号棟』の医療監修を行ったりしている。夫と出会ったのは40歳くらいの頃で、結婚を後押ししたのは友人である西田敏行だった。
- 夫との間に子供はいない。
- すぐ怒りやすい自分に対して、夫は理論的で頑固な性格で、自分とは反対な性格だと本人は述べている。
- 1990年代に持ち上がった夫の愛人・隠し子騒動では、「許します」と寛容な態度を見せた。
- 料理は自信があり、夫に1度もインスタント食品を食べさせたことがない。

その他
- 元々は愛煙家で、たばこだけでなく酒も好きだったが、50歳の時に禁煙・禁酒した。
- 野球は阪神ファン。元々は巨人ファンだったが、1985年に阪神タイガースが日本シリーズを制覇した時に阪神ファンになった。
- 実母とは泉が2歳の時に死別。その後父は継母と再婚。母が実母ではないと知ったのは小学校4年生の時だった。
- 父は命名する時、『小夜』と書いて『いざよ』と読ませる名前にしたかったが、区役所に受け付けてもらえず断念した。泉は後になって自分の名前について「画数が結婚出来なさそうな後家の相が出てる」と父に話したところ、父に「そのために名付けたんだ」と言われたという。
- 20代半ばの頃、結婚は一度諦めていたと言う。1983年11月18日放送の『徹子の部屋』（テレビ朝日）において「幸せは両方の手に乗りませんから、女優は結婚しなくていいんです」とも発言している。「結婚はしないと思う。するとしていたらとっくにしていたと思う。独り身が寂しいのは当たり前だし、私は孤独に耐えて生きる」と言ったことも述べていたことがある。
- 後輩で“芸能界の女番長”和田アキ子の事を「アッコちゃん」と“ちゃんづけ”で呼んでおり、互いに芸能生活が長かったが面識がなかったそうで泉がドラマで和田の母親役を演じたことが縁となり、2000年代に入ってから仲良しの間柄になったと2019年『徹子の部屋』へ加山雄三と3人で出演時に語っている。
- 役者仲間の電話番号をほとんど知らない。

## 所属事務所経歴
- 佐藤事務所（1999年まで）、白旗事務所、ケィ・サイド（2004年 - 2015年）、株式会社オフィスアイリス（2015年 -2017年）、pi企画株式会社（2017年 - ）

## 出演

### テレビドラマ

#### NHK総合
- ドラマ人間模様
  - 夫婦（1978年） - 峯子
  - 花々と星々と（1978年） - 茂
- 連続テレビ小説
  - なっちゃんの写真館（1980年） - 小山ミツヨ
  - おしん（1983年 - 1984年） - 谷村ふじ
  - おんなは度胸（1992年） - 主演・山代（花村）玉子
  - 春よ、来い（1994年 - 1995年） - 小泉キリ子
  - マッサン（2014年 - 2015年） - 亀山早苗
- 大河ドラマ
  - おんな太閤記（1981年） - あさひ（きい）
  - 山河燃ゆ（1984年） - 三門百蘭
  - いのち（1986年） - 村中ハル
  - 西郷どん（2018年） - 本寿院 [38]
- 旅よ恋よ女たちよ（1985年1月5日） - 立石マリ
- 銀河テレビ小説
  - お入学（1987年） - 明石ユリ
- 土曜ドラマ
  - ときめき宣言（1989年） - 小泉直子
- 巌流島 小次郎と武蔵（1992年） - 登勢
- ちょっと待って、神様（2004年） - 久留竜子
- ハルとナツ 届かなかった手紙（2005年） - 中原ミサ
- あなたに似た誰か 第3話「車窓の向こうの人生」（2013年） - 山折澄子
- サギデカ 第1回「名前のない男」（2019年8月31日） - 三島悦子
- プリズム（2022年） - 満子
- お別れホスピタル（2024年）[39] - 水谷久美

#### 日本テレビ
- 手ごろな女（1980年） - 主演・島宗詩子
- 池中玄太80キロ（1981年7月18日、1992年10月6日）- 次女・未来の担任の先生役（パートII）／楠の後任の大京グラフ編集長 （さよならスペシャル）
- 花咲け花子（1981 - 1984年） - 主演・村越花子
- 月曜スター劇場 春よ来い（1982 - 1983年） - 三浦ユカ
- 女たちの大坂城（1983年11月3日） - 崇源院
- 女たちの百万石（1988年） - 寿福院
- ツヨシしっかりしなさい（1989年） - 井川美子
- 外科医有森冴子（1990年）
- 引っ越せますか（1993年） - 大場かめ
- 男はいらない（1994年） - 主演・向井トキ子
- たたかうお嫁さま（1995年）
- ロマンス（1999年） - 村上文江
- 向井荒太の動物日記 〜愛犬ロシナンテの災難〜 第2話「空飛ぶオウムが死んだ」（2001年1月20日） - 井出邦子
- フードファイト深夜特急死闘篇・全国有名駅弁七番勝負（2001年9月29日） - 神宮寺志乃 （特別出演）
- 伝説の秋田犬 ハチ（2006年） - 主演・上野静子
- 芸能界風雲録 一寸先は闇（2006年8月1日） - 主演・熊手瑠璃子
- 愛の流刑地（2007年） - 入江鈴江 （特別出演）
- お家さん（2014年） - イシ
- BS笑点ドラマスペシャル 桂歌丸（2017年10月9日、BS日テレ） - 椎名タネ（桂歌丸の祖母）
- 火曜サスペンス劇場
  - 女が見ていた（1983年） - 主演・真山京子
  - 季節はずれの宿泊客（1993年） - 主演・田村亜紀
  - 下町・銭湯騒動記 （2002年 - 2005年） 主演・宝田香代子
- 読売テレビ開局60年記念スペシャルドラマ 天才を育てた女房（2018年2月23日、読売テレビ） - 阪田ユウコ
- 家売るオンナの逆襲 第2話（2019年1月16日） - 神子巴

#### TBS
- 夜明けの刑事 第44話「裂けた三角関係殺人!」（1975年10月15日） - 看護婦
- 花吹雪はしご一家（1975年）
- いごこち満点（1976年） - 藤原ピン子
- 三男三女婿一匹（1976年） - 野中すみれ
- かあさん堂々（1977年） - 叶ラン子
- 道（1978 - 1979年） - 古手長子
- 熱愛一家・LOVE（1979年） - 藍野いづみ
- 淋しいのはお前だけじゃない（1982年） - 沼田よし江
- 外科医 城戸修平（1983年）
- 花のこころ（1985年） - キク
- 旦那さま大事（1986年） - うめ
- 橋田壽賀子ドラマ おんなは一生懸命（1987 - 1988年） - 主演・神野桃
- 渡る世間は鬼ばかり（1990 - 2019年） - 小島（旧姓：岡倉）五月
- 水戸黄門 第20部 第23話「お助け母さんひえつき節 -宮崎-」（1991年） - おこう
- 源氏物語 上の巻・下の巻（1991 - 1992年） - 末摘花
- 家族の物語（1993年） - 主演・石坂朋子
- ひとの不幸は蜜の味（1994年） - 中田小百合
- パパ・サヴァイバル（1995年） - 佐伯範子
- カミさんの悪口（1995年2月5日） - 松井勝代
- 女囚〜塀の中の女たち（1995年3月 - 1997年9月） - 主演
  - 女子刑務所東三号棟（1998年6月 - 2010年6月） - 主演
- 番茶も出花（1997年） - 主演・丸田加世
- Friends（2000年） - 中尊寺花子
- 百年の物語（2000年） - 八代きぬ
- 明るいほうへ 明るいほうへ（2001年） - 高橋歌子
- ブラックジャックによろしく（2003年） - 金子明子
- ラブ・ジャッジ（2003年） - 尾藤ルリコ
- 初蕾（2003年） - おひで 役
- 涙そうそう この愛に生きて（2005年） - 春野邦枝
- 笑える恋はしたくない（2006年） - 大山和代 役
- 里見八犬伝（2006年） - 亀篠
- ジョシデカ!-女子刑事-（2007年） - 主演・桜華子 （仲間由紀恵とダブル主演）
- 浅草ふくまる旅館（2007年） - 姫田奈津子
- ハンチョウ〜神南署安積班〜（2009年） - 熊谷はつ子
  - ハンチョウ〜警視庁安積班〜（2012年）
- となりの芝生（2009年） - 高平志乃
- こちら葛飾区亀有公園前派出所（2009年）
- 父よ、あなたはえらかった〜1969年のオヤジと僕（2009年） - 小野寺春美
- 99年の愛〜JAPANESE AMERICANS〜（2010年） - 平松とも （当時編）
- 知られざる幕末の志士 山田顕義物語（2012年） - クマ
- 花嫁（2012年） - 片倉ちよ
- 金子みすゞ物語〜みんなちがってみんないい〜（2012年） - のぶ
- 橋田壽賀子ドラマスペシャル 妻が夫をおくるとき （2012年） - 和田利子
- なるようになるさ。（2013 - 2014年） - 西木邦
- ホテルコンシェルジュ（2015年） - 椿映里子
- 月曜ドラマスペシャル→月曜ミステリー劇場→月曜ゴールデン→月曜名作劇場
  - 不連続爆破事件（1991年5月13日）
  - 松本清張特別企画・父系の指（1995年1月16日） - タニ
  - 和服デザイナー探偵 - 主演・安中久理子 
    - 和服デザイナー探偵1「奥飛騨平家伝説殺人事件」（1997年4月14日）
    - 和服デザイナー探偵2「京都鬼子母神伝説殺人事件」（1997年9月8日）
    - 和服デザイナー探偵3「阿蘇火の国幽女伝説殺人事件」（1998年4月13日）

  - 西伊豆人情ツアー 御手洗華子の事件日誌（1999年1月18日） - 主演・御手洗華子
  - ラストドライブ（2000年5月15日） - 主演・篠原久美子
  - 自治会長 糸井緋芽子 社宅の事件簿 - 主演・糸井緋芽子 
    - 自治会長 糸井緋芽子 社宅の事件簿1（2001年7月23日）
    - 自治会長 糸井緋芽子 社宅の事件簿2（2002年8月5日）
    - 自治会長 糸井緋芽子 社宅の事件簿3（2003年1月20日）
    - 自治会長 糸井緋芽子 社宅の事件簿4（2004年3月22日）
    - 自治会長 糸井緋芽子 社宅の事件簿5（2004年9月6日）
    - 自治会長 糸井緋芽子 社宅の事件簿6（2005年7月11日）
    - 自治会長 糸井緋芽子 社宅の事件簿7（2006年3月30日）
    - 自治会長 糸井緋芽子 社宅の事件簿8（2007年2月19日）
    - 自治会長 糸井緋芽子 社宅の事件簿9（2009年2月16日）

  - 交通特別捜査係警部補・結城あかね（2005年1月24日） - 主演・結城あかね
  - おふくろ先生の診療日記 - 主演・大田原花世 
    - おふくろ先生のゆうばり診療日記（2008年2月25日）
    - おふくろ先生の診療日記2（2009年6月8日）
    - おふくろ先生の診療日記3（2010年9月20日）
    - おふくろ先生の診療日記4（2012年3月12日）
    - おふくろ先生の診療日記5（2013年3月4日）
    - おふくろ先生の診療日記6（2013年11月4日）
    - おふくろ先生の診療日記7（2015年4月6日）

  - 警視庁心理捜査官・明日香 - 主演・柳原明日香 
    - 警視庁心理捜査官・明日香1（2011年2月28日）
    - 警視庁心理捜査官・明日香2（2012年2月13日）
    - 警視庁心理捜査官・明日香3（2013年1月7日）
    - 警視庁心理捜査官・明日香4（2014年6月16日）
    - 警視庁心理捜査官・明日香5（2016年5月16日）

  - 十津川警部シリーズ52「小田原城殺人事件〜一期一会の証言〜」（2014年5月12日） - 今泉明子 （特別出演）
  - オバチャン保険調査員 赤宮楓のマル秘事件簿（2017年8月21日） - 主演・赤宮楓

#### フジテレビ
- 大奥（1983年） - お高
- 暴れ九庵 第7話「はきだめの福」（1984年、関西テレビ） - おふく
- 世にも奇妙な物語 「なんなのォ!?」（1992年） - 主演・西村花子
- 人間の証明（1993年） - 棟居の母
- 金曜エンタテイメント
  - 「腕まくり看護婦物語」（1994年 - 2000年 ） - 小見山妙子
  - 「噂の女人情詐欺師 早苗とたまき・涙の事件簿」（1996・1998年） - 主演・田所たまき
  - 「名司会者・寿鶴子 殺人スピーチ」（2005 - 2008年） - 主演・寿鶴子
- 新春ドラマスペシャル 秋刀魚の味（2003年） - 佐久間伴子 （特別出演）
- 女の一代記（2005年） - 小俣きん 役（特別出演）
- 佐賀のがばいばあちゃん（2007年） - 主演・徳永サノ（ばあちゃん）
- 千の風になって ドラマスペシャル 家族へのラブレター（2007年） - 酒井マサ
- 笑顔をくれた君へ〜女医と道化師の挑戦〜（2008年） - 山際光代
- 和田アキ子物語（2008年） - 和田森子
- 黒部の太陽（2009年） - 倉松ツル
- 天誅〜闇の仕置人〜（2014年） - 村田正子
- 東京にオリンピックを呼んだ男（2014年） - 橋爪信枝
- 癒し屋キリコの約束（2015年、東海テレビ） - 五島良枝 [40]
- 松本清張 砂の器（2019年） - 岡本多恵
- 痛快TV スカッとジャパン（2020年1月13日） - 小泉倫子

#### テレビ朝日
- お手々つないで（1977年 - 1998年、NBN・ABC・HTB・KHB・KSB・UHT・KBCとの共同制作） - 弓子
- 文吾捕物帳（1981年） - お近
- 森繁久彌のおやじは熟年（1981年） - 高松みつ江
- 氷点（1989年） ‐ 藤尾辰子
- せつない（1998年）
- 零のかなたへ〜THE WINDS OF GOD〜（2005年）
- ドクターX〜外科医・大門未知子〜 第4期（2016年） - 久保東子 役 [41]
- 花のれん（2025年） - 石川きん[42]
- 土曜ワイド劇場
  - 松本清張の「声」・ダイヤルは死の囁き（1978年） - 小野寺良江
  - 松本清張の「顔」・死の断崖（1978年）
  - デパート仕掛け人!天王寺珠美の殺人推理（2007年 - 2015年） - 主演・天王寺珠美

#### テレビ東京
- 大江戸捜査網 第242話「大暴れ娘かわら版」（1975年） - おはな
- 素晴らしき家族旅行（1998年） - 主演・菊地幸子
- 北朝鮮拉致・めぐみ、お母さんがきっと助けてあげる（2003年） - 小林珠代
- 赤い月（2004年） - 原洋子
- 極道めし（2018年、BSジャパン） - 荒木ふじ （特別出演）
- 女と愛とミステリー
  - 保険調査員・蒲田吟子（2001 - 2002年） - 主演・蒲田吟子
  - 松本清張没後10年特別企画・家紋（2002年8月21日） - お房
  - 松本清張特別企画・喪失の儀礼（2003年12月3日） - 主演・萩原和枝
- 水曜ミステリー9
  - ヘルパー春子の潜入記（2005年2月23日） - 主演・伴内春子
    - 家政婦春子（2005年10月5日） - 主演・青山春子

  - 港町人情ナース（	2006年9月20日・2007年8月8日・2008年7月9日） - 主演・花垣若葉
  - 松本清張特別企画・鉢植を買う女（2011年） - 岸田茂子
  - 落としの鬼 刑事 澤千夏（2012年2月1日・2013年12月11日） - 主演・澤千夏
  - 小杉健治サスペンス・保身（2015年） - 藤浦静香

### 映画
- 神戸国際ギャング（1975年） - ハッピー
- 愉快な極道（1976年） - 織田タマ子
- 戦後猟奇犯罪史（1976年） - レポーター（本人）
- 愛の嵐の中で（1978年） - 圭子
- 男はつらいよ 噂の寅次郎（1978年） - 小島瞳
- 関白宣言（1979年） - 宇田政子
- 思えば遠くへ来たもんだ（1980年） - 渡辺よし子
- 次郎物語（1987年） - お浜
- 善人の条件（1989年） - マッサージの女
- 遺産相続（1990年） - 女占い師
- 一杯のかけそば（1992年） - 母
- 三たびの海峡（1995年）
- 学校II（1996年） - 緒方綾子
- ケイゾク/映画 Beautiful Dreamer（2000年） - 野々村昭子
- カンフーくん（2008年） - 泉ちゃん
- 私は貝になりたい（2008年） - 折田の母
- 能登の花ヨメ（2008年） - 竹原松子
- おしん（2013年） - 八代くに
- ザギンでシースー!?（2024年）
- オールドカー てんとう虫のプロポーズ（2025年） - 千鶴絵[43]

### 舞台
- 泉ピン子ショー 〜 テレビ局は花ざかり （1978年11月24日 - 27日、日本劇場）
- 泉ピン子ショー 〜 ふるさとの歌声 （1979年11月8日 - 12日、日本劇場）
- おんな太閤記 （2007年）
- 渡る世間は鬼ばかり

### 劇場アニメ
以下のアニメ・人形劇は声優としての出演。
- おしん（1984年） - 谷村ふじ 役

### 海外アニメ
- ミュータント・タートルズ（2015年） - バーナデット・トンプソン 役

### 人形劇
- ヤンマーファミリーアワー 飛べ!孫悟空（1978年、TBS）
- ウルトラ千一夜大冒険!走れアリババ（1978年、名古屋テレビ）
- 日米合作長編人形アニメーション「サンタのいないクリスマス」（1981年、朝日放送）

### ラジオ
- 歌謡大行進（1976年4月 - 1977年10月、文化放送） - 湯原昌幸と共演
- ピン子の笑う世間に福来たる！（2012年2月4日 - 、毎日放送）
- ピン子の今日も元気に123（2012年12月2日 - 、毎日放送）

### バラエティ
- 金曜10時!うわさのチャンネル!!  （1973年10月5日 - 1979年6月29日）
- テレビ3面記事 ウィークエンダー（1975年 - 1984年）
- 相性診断!あなたと私はピッタンコ（1976年 - 1981年）
- ごはんでデート ピン子です（1977年、テレビ朝日）
- 第14回 夏祭りにっぽんの歌（1983年7月17日・7月18日、テレビ東京）
- ピン子の時間（2005年 - 2008年）
- ぴったんこカン・カン※バスガイドの「ぴったん子さん」として、安住紳一郎とコンビを組む
- ダウンタウンDX※準レギュラー
- 愛のエプロン※準レギュラー
- 笑点※お正月スペシャルに常連出演
- オールスター感謝祭 ※01春ではボクシング対決で抜けた島田紳助の代役で司会を務めた。
- 徳光&ピン子&ミッツのもしも突然芸能人が家族になったらどうなる?	（2011年10月05日 - 2014年1月26日、テレビ東京）
- ピン子&今田のニッポンの（秘）お値段〜禁断!!お金のワイドショー〜（2012年1月12日）※今田耕司と司会
- 芸能人格付けチェック※不定期出演
- 両さん&いじくりばあさんの有名人怪しいお屋敷ガサ入れ捜査!（2012年1月13日、6月24日、TBS） - いじくりばあさん
- Mr.サンデー　※不定期出演
- プレバト!!　※不定期出演
- アッコにおまかせ!　※準レギュラー

他、多数

### CM・広告
- 三菱鉛筆 Pin（1978年）
- 常盤薬品工業 ごきぶりクルクルやかた（1978年）
- 名糖産業 アルファベットチョコレート（1982年）
- 花王 ワンダフル（1983年）
- 味の素 中華ぞうすい（1985年）
- 東海漬物 キューちゃん（1986年）
- 久光製薬 サロンパスハイ（1980年代後半、倉本昌弘と共演）
- スニッカーズ（2014年）
- 人形のモリシゲ
- ダスキン
- 再春館製薬所
- 延田グループ パチンコスロット123
- KDDI/沖縄セルラー電話（auブランド）「ガンガン学割」
- 株式会社サイサン Ene One（2016年）
- 読売新聞東京本社「よみうり自分史」（2018年）[44]

## 音楽

### シングル
| 発売日                 | 規格                   | 規格品番               | 面                     | タイトル                 | 作詞                   | 作曲                   | 編曲                   |
| フィリップス・レコード | フィリップス・レコード | フィリップス・レコード | フィリップス・レコード | フィリップス・レコード   | フィリップス・レコード | フィリップス・レコード | フィリップス・レコード |
| ---------------------- | ---------------------- | ---------------------- | ---------------------- | ------------------------ | ---------------------- | ---------------------- | ---------------------- |
| 1977年6月5日           | EP                     | FS-2058                | A                      | 哀恋蝶（あいれんちょう） | 藤公之介               | 小林亜星               | 竹村次郎               |
| 1977年6月5日           | EP                     | FS-2058                | B                      | まさか                   | 藤公之介               | 小林亜星               | 高田弘                 |
| 1978年2月5日           | EP                     | FS-2078                | A                      | ひとり寝化粧             | たかたかし             | 川口真                 | あかのたちお           |
| 1978年2月5日           | EP                     | FS-2078                | B                      | どうぞお先に             | なかにし礼             | 川口真                 | あかのたちお           |
| エルボンレコード       |                        |                        |                        |                          |                        |                        |                        |
| 1978年5月25日          | EP                     | BON-1001               | A                      | 岬恋唄                   | 藤公之介               | 猪俣公章               | 竹村次郎               |
| 1978年5月25日          | EP                     | BON-1001               | B                      | 誘い水                   | 藤公之介               | 猪俣公章               | 竹村次郎               |
| 1978年9月25日          | EP                     | BON-1009               | A                      | チョット見のいい女       | 紫牟田健二             | 紫牟田健二             | 竹村次郎               |
| 1978年9月25日          | EP                     | BON-1009               | B                      | 夜汽車                   | 田中哲一               | 上原昇                 | 竹村次郎               |
| フィリップス・レコード |                        |                        |                        |                          |                        |                        |                        |
| 1979年10月5日          | EP                     | 6PL-31                 | A                      | 抱擁                     |                        |                        |                        |
| 1979年10月5日          | EP                     | 6PL-31                 | B                      | 哀恋蝶                   | 藤公之介               | 小林亜星               | 竹村次郎               |
| 1980年9月5日           | EP                     | 7PL-3                  | A                      | おばかさん               | ちあき哲也             | 浜圭介                 |                        |
| 1980年9月5日           | EP                     | 7PL-3                  | B                      | 東京心中地図             | ちあき哲也             | 浜圭介                 |                        |
| 1981年10月25日         | EP                     | 7PL-53                 | A                      | 一番星みつけた           | 千坊さかえ             | 平尾昌晃               | 薗広昭                 |
| 1981年10月25日         | EP                     | 7PL-53                 | B                      | 夢の中でも               | 千坊さかえ             | 平尾昌晃               | 薗広昭                 |
| 日本クラウン           |                        |                        |                        |                          |                        |                        |                        |
| 1990年6月21日          | 8cmCD                  | CRSN-20                | A                      | 駄目な時ゃダメさ         | 三浦弘                 | 三浦弘                 |                        |
| 1990年6月21日          | 8cmCD                  | CRSN-20                | B                      | 幸せたずね人             |                        |                        |                        |

### アルバム
| 発売日                 | 規格                   | 規格品番               | アルバム |
| フィリップス・レコード | フィリップス・レコード | フィリップス・レコード | フィリップス・レコード |
| ---------------------- | ---------------------- | ---------------------- | --- |
| 1977年                 | LP                     | S-7026                 | 哀恋蝶 Side:A 1. 哀恋蝶 2. 命かれても 3. 新宿の女 4. 思い出ぼろぼろ 5. 怨み節 6. 昔の名前で出ています Side:B 1. まさか 2. 恋歌 3. おんな道 4. メランコリー 5. 抱擁 6. 酔いどれ女流れ歌 |

## 著書
- 『ここだけのおしゃべり 男と女に関する報告書』（立風書房・1976年）
- 『四年目のラブレター』（スコラ・1992年）
- 『みんな悩んでる ピン子のツンデレ人生相談』（光文社・2012年）